# Petra Neomillnerová
Petra Neomillnerová (* 16. Januar 1970 in Prag) ist tschechische Buchrezensentin und Science-Fiction-Schriftstellerin.
Nach der Beendigung der Bibliothekar-Mittelschule, studierte sie beim Privatdozenten und Graphiker Karel Míšek. Seit 2000 arbeitet sie als Chefredakteurin der Internetseite www.bdsm.cz des Internetanbieters Odysseus.net. Sie ist Naturliebhaberin und interessiert sich für Magie und Poesie, daneben arbeitet sie bereits längere Zeit mit dem Stadttheater in Aussig Ústí nad Labem und der Phantasy-Zeitschrift Pevnost zusammen. Sie war ebenfalls für das Institut wissenschaftlicher Arztinformationen, den Verlag Comp Almanach und Roof (Später Mona), der graphischen Firma ABF tätig. Sie beherrscht die englische, deutsche und russische Sprache. 

## Werke
Neomillnerová hat etwa vierzehn Erzählungen und einen Zyklus über die Zauberer Moire und Desmond veröffentlicht.